# Монте (Глан)
Монте (фр. Montet) — громада  в Швейцарії в кантоні Фрібур, округ Глан.

## Географія
Громада розташована на відстані близько 60 км на південний захід від Берна, 31 км на південний захід від Фрібура.
Монте має площу 2,2 км², з яких на 7,7% дозволяється будівництво (житлове та будівництво доріг), 70,7% використовуються в сільськогосподарських цілях, 19,8% зайнято лісами, 1,8% не є продуктивними (річки, льодовики або гори).

## Демографія
2019 року в громаді мешкало 394 особи (+8,8% порівняно з 2010 роком), іноземців було 14%. Густота населення становила 179 осіб/км².
За віковим діапазоном населення розподілялося таким чином: 24,6% — особи молодші 20 років, 62,4% — особи у віці 20—64 років, 12,9% — особи у віці 65 років та старші. Було 143 помешкань (у середньому 2,7 особи в помешканні).
Із загальної кількості 39 працюючих 6 було зайнятих в первинному секторі, 11 — в обробній промисловості, 22 — в галузі послуг.